# San Martino Buon Albergo
San Martino Buon Albergo este o comună din provincia Verona, regiunea Veneto, Italia, cu o populație de 16.233 locuitori (1 ianuarie 2023) și o suprafață de 34,75 km².

## Demografie
San Martino Buon Albergo - evoluția demografică

|  | Graficele sunt indisponibile din cauza unor probleme tehnice. Mai multe informații se găsesc la Phabricator și la wiki-ul MediaWiki. |

Date: Recensăminte sau birourile de statistică - grafică realizată de Wikipedia